# پانوراما استودیوز
پانوراما استودیوز (انگلیسی: Panorama Studios) شرکت  فیلم‌سازی و توزیع فیلم هندی است که توسط کومار مانگت پاتاک (Kumar Mangat Pathak)، تهیه‌کننده و مدیر استعداد فیلم هندی، تأسیس شد. استودیو فیلم و شرکت‌های تابعه آن در بخش‌های مختلف تجاری همچون تولید و توزیع فعالیت می‌کنند.

## تولید فیلم
در ذیل برخی فیلم‌هایی که این شرکت در تولید آن اهتمام ورزیده‌است، ذکر گردیده‌است.
- دل هنوز بچه است (۲۰۱۱)
- ضربه عشق ۲ (۲۰۱۵)
- دید ظاهری (۲۰۱۵)
- خداحافظ (۲۰۲۰)
- ظاهر فریبنده ۲ (۲۰۲۲)

## توزیع فیلم
در ذیل برخی فیلم‌هایی که این شرکت در توزیع آن اهتمام ورزیده‌است، ذکر گردیده‌است.
- جبار برگشته (۲۰۱۵)
- حقیقت تنها پیروزی است (۲۰۱۸)
- بهولا (۲۰۲۳)
- برادر کسی عشق کسی (۲۰۲۳)
- هیاهو (۲۰۲۳)
- جوان (۲۰۲۳)
- ساتیاپرم کی کاتا (۲۰۲۳)